# Station Lavis
Station Lavis is een spoorwegstation aan de Brennerspoorlijn in de gemeente Lavis (Italië-Trentino).